# US Clay Court Championships 1973
Lo US Clay Court Championships 1973 è stato un torneo di tennis giocato sulla terra verde. È stata la 63ª edizione del torneo, che fa parte del Women's International Grand Prix 1973. Si è giocato ad Indianapolis negli USA dal 13 al 19 agosto 1973.

## Campionesse

### Singolare
Chris Evert ha battuto in finale  Veronica Burton con il punteggio di 6–4, 6–3

### Doppio
Patti Hogan /  Sharon Walsh hanno battuto in finale  Fiorella Bonicelli /  María-Isabel Fernández con il punteggio di 6–4, 6–4